# Брестский государственный музыкальный колледж имени Г. Ширмы
Брестский государственный музыкальный колледж имени Григория Ширмы (бел. Брэсцкі дзяржаўны музычны каледж імя Рыгора Шырмы) — государственное среднее специальное учебное заведение музыкального профиля в городе Брест.
В 1993 году при Брестском государственном музыкальном колледже имени Г. Ширмы была открыта детская музыкальная школа.
В колледже обучаются 210 учащихся, преподавательский коллектив составляют 127 преподавателей и концертмейстеров. Обучение дневное.
В колледже более 10 различных творческих коллективов (оркестров, хоров, ансамблей), ряду из них присвоено звание народный.

## История
Брестское музыкальное училище было открыто в декабре 1939 года. Это было первое музыкальное среднее учебное заведение в Западной Белоруссии. Большую роль в создании училища сыграли известные музыканты и педагоги Шубик И. Я., Демченко М. А., Добротворская Я. М., Аренская М. И. , Минстэр М. Я., Жуковская В. Г ., Русин М. А., Бубен Т. Г. и другие.
В годы Великой Отечественной войны здание училища был разрушено, в огне погибли музыкальные инструменты и библиотека.
После освобождения Бреста от немецко-фашистских захватчиков уже 1 сентября 1944 года занятия в училище возобновились. Первый выпуск (всего 3 человека) состоялся в 1948 году.
За большую работу по подготовке музыкальных кадров в 1969 году коллектив училища был награждён Почётной Грамотой Верховного Совета БССР.
В 1990 году было открыто отделение народного хорового пения. 1 сентября 1994 года при колледже открыта детская музыкальная школа.
В ноябре 1993 года решением Брестского облисполкома училище было преобразовано в среднее специальное учебное заведение нового типа — музыкальный колледж, а 12 августа 1994 года постановлением Совета Министров Республики Беларусь колледжу было присвоено имя известного белорусского композитора и педагога Григория Ширмы.
За 70 лет своего существования колледж подготовил более 4 тысяч специалистов, в 1977—1978 годах здесь учился Игорь Корнелюк.

## Специальности
Обучение (на основе общего базового и среднего образования) ведётся по специальностям:
- Дирижирование (академический хор)
- Дирижирование (народный хор)
- Инструментальное исполнительство (инструменты народного оркестра)
- Инструментальное исполнительство (фортепиано)
- Инструментальное исполнительство. Оркестровые духовые и ударные инструменты (флейта, гобой, кларнет, фагот, валторна, туба, тромбон, труба, баритон, саксофон.
- Инструментальное исполнительство (скрипка, альт, виолончель, контрабас)
- Инструментальное исполнительство Инструменты народного оркестра (баян, аккордеон)
- Искусство эстрады (пение)
- Музыковедение
- Актёрское искусство драматического театра и кино (На основе общего среднего образования — 11 кл.)
- Пение (академическое)

## Известные преподаватели и выпускники
Александр Демешко (1966) — участник легендарного ансамбля «Песняры».
Елена Воробей — российская эстрадная актриса, Заслуженная артистка России
Леонид Тышко (1964) — участник легендарного ансамбля «Песняры».
Владимир Солтан (1974) — Композитор, лауреат государственной премии БССР.
Анатолий Москаленко — заслуженный артист Украины
Лилия Батырева — заслуженный деятель искусств Беларуси

## Награды
- Почётная грамота Совета Министров Республики Беларусь (1 июня 2010 года) — за плодотворную творческую работу по музыкальному обучению и воспитанию молодёжи, подготовку квалифицированных специалистов, общественно-культурную деятельность, значительный вклад в развитие и пропаганду белорусского музыкального искусства[2]